# Leptocereus santamarinae
Leptocereus santamarinae  ist eine Pflanzenart in der Gattung Leptocereus aus der Familie der Kakteengewächse (Cactaceae). Das Artepitheton santamarinae ehrt den Kubaner J. Santamarina Guerra.

## Beschreibung
Leptocereus santamarinae  wächst kräftig strauchig oder baumförmig mit aufsteigenden Zweigen und erreicht Wuchshöhen von 6 bis 8 Meter. Die Triebe erreichen Durchmesser von 3,5 bis 5,5 Zentimeter. Es sind fünf bis sechs abgeflachte und wellige Rippen vorhanden. Die Areolen befinden sich in den Einbuchtungen der Rippen. Die acht bis 25 nadeligen, stechenden, spreizenden, gelblichen Dornen vergrauen im Alter. Sie sind 0,3 bis 2,1 Zentimeter lang.
Die trichterförmige weißen Blüten erscheinen an den Triebspitzen und öffnen sich in der Nacht. Sie sind 5,7 bis 7,2 Zentimeter lang und weisen Durchmesser von 3,3 bis 3,6 Zentimeter auf. Ihr Perikarpell und die Blütenröhre sind bedornt. Die ellipsoiden bis kugelförmigen grünen Früchte sind bedornt. Sie erreichen eine Länge von 6 bis 8 Zentimeter und einen Durchmesser von 5 bis 7 Zentimeter.

## Verbreitung und Systematik
Leptocereus santamarinae ist im Nordosten Kubas verbreitet. 
Die Erstbeschreibung erfolgte 1992 durch L. Alberto E. Areces-Mallea.

## Nachweise